# Toxopsoides
Toxopsoides huttoni  es una especie de araña araneomorfa de la familia Desidae. Es la única especie del género monotípico Toxopsoides.  Es nativa de Nueva Zelanda.